# (90022) Apache Point
(90022) Apache Point est un astéroïde de la ceinture principale.

## Description
(90022) Apache Point est un astéroïde de la ceinture principale. Il fut découvert le 10 octobre 2002 à l'observatoire d'Apache Point par le programme Sloan Digital Sky Survey. Il présente une orbite caractérisée par un demi-grand axe de 2,45 UA, une excentricité de 0,07 et une inclinaison de 10,8° par rapport à l'écliptique.

## Compléments